# Деніс Піґотт
Деніс Піґотт (англ. Denis Pigott, 1946) — австралійський вершник.
Бронзовий призер Олімпійських Ігор 1976 року в командному триборстві.